# 红石砬子遗址 (前郭尔罗斯蒙古族自治县)
红石砬子遗址是吉林省前郭尔罗斯蒙古族自治县境内的一处青铜时代和铁器时代遗址，位于吉拉吐乡东灯娄库屯南约2.5公里，第二松花江左岸漫岗上。出土遗物主要为陶片，除此之外还包含鼎足、鬲足、陶纺轮等，出土文物符合汉书一期文化和汉书二期文化特征。1981年4月20日，遗址被列入吉林省文物保护单位。